# Jack Sullivan (Regieassistent)
Jack Sullivan (* 5. März 1893 in San Francisco, Kalifornien; † 19. Februar 1946 in Los Angeles, Kalifornien) war ein US-amerikanischer Regieassistent, der bei der Oscarverleihung 1937 den Oscar für die beste Regieassistenz erhielt.

## Leben
Sullivan war erstmals 1923 bei Der Glöckner von Notre Dame als Regieassistent tätig und half als solcher bis zu seinem Tode bei der Erstellung von 
35 Filmen.
1937 wurde er für seine Arbeit in Der Verrat des Surat Khan (1936) mit dem Oscar für die beste Regieassistenz ausgezeichnet. Weitere bekannte Filme, die unter seiner Mitarbeit entstanden, waren Frisco Kid (1935), Robin Hood, König der Vagabunden (1938), Vertauschtes Glück (1941), Die Spur des Falken (1941),  It’s in the Bag! (1945) sowie Eine Nacht in Casablanca (1946).
Im Laufe seiner Karriere arbeitete er mit Filmregisseuren wie Wallace Worsley, Michael Curtiz, Edmund Goulding, William Keighley, William Dieterle, John Huston, Richard Wallace und Archie Mayo zusammen.